# Gilofloden
Gilofloden er en flod der løber i Gambelaregionen i det sydvestlige Etiopien. Den har også en række navne: Gimira af Dizu kalder den "Mene", mens Gemira af Chako kalder den "Owis", og Amhara- og Oromofolkene i begyndelsen af det 20. århundrede kendte den under et tredje navn, "Bako". Fra sit udspring i det etiopiske højland nær byen Mizan Teferi løber den mod vest gennem Tatasøen for at mødes med Piborfloden ved Etiopiens grænse til Sydsudan. De samlede vandløb mødes derefter med Sobat-floden og Den Hvide Nil.
Gilofloden løber hovedsageligt gennem Baro Salient, en del af Etiopien, der stikker en spids vestpå ind i Sydsudan. Floddalen blev udsat for megen guldefterforskning før Anden Verdenskrig og i 1950'erne, men der blev ikke fundet nok til at skabe baggrund for kommerciel udvinding.
Burchard Heinrich Jessen, som var en del af WN McMillans ekspedition, der rejste gennem dette område i det sydvestlige Etiopien i 1904, anslog dens længde til 320 kilometer og bemærkede, at Gilofloden når en bredde ved oversvømmelse, på 80 til 100 meter, med en dybde på omkring 6 meter. Jessen skrev yderligere, at på tidspunktet for sit besøg:
| Citat                                                                 | Floden er rig på fisk, og som en naturlig følge heraf er krokodillerne meget talrige og store. Ved middagstid er praktisk talt alle sandbanker dækket af dem. Det er en bemærkelsesværdig kendsgerning, at flodhestene er iøjnefaldende ved deres fravær, da kun én er blevet set og dræbt for mange år siden, da disse dyr er rigelige overalt i disse lande. | Citat |
| — B H. Jessen, “South-Western Abyssinia,” Geographical Journal (1905) | |       |